# Stuyvesant Wainwright
Stuyvesant Wainwright II (ur. 16 marca 1921 w Nowym Jorku, zm. 6 marca 2010 w Wainscott) – amerykański polityk, członek Partii Republikańskiej.

## Działalność polityczna
W okresie od 3 stycznia 1953 do 3 stycznia 1961 przez cztery kadencje był przedstawicielem 1. okręgu wyborczego w stanie Nowy Jork w Izbie Reprezentantów Stanów Zjednoczonych.